# 197P/LINEAR
La comète LINEAR 30, officiellement 197P/LINEAR, est une comète périodique du système solaire, découverte le 23 mai 2003 par le programme LINEAR.